# Pont du Diable (Olargues)

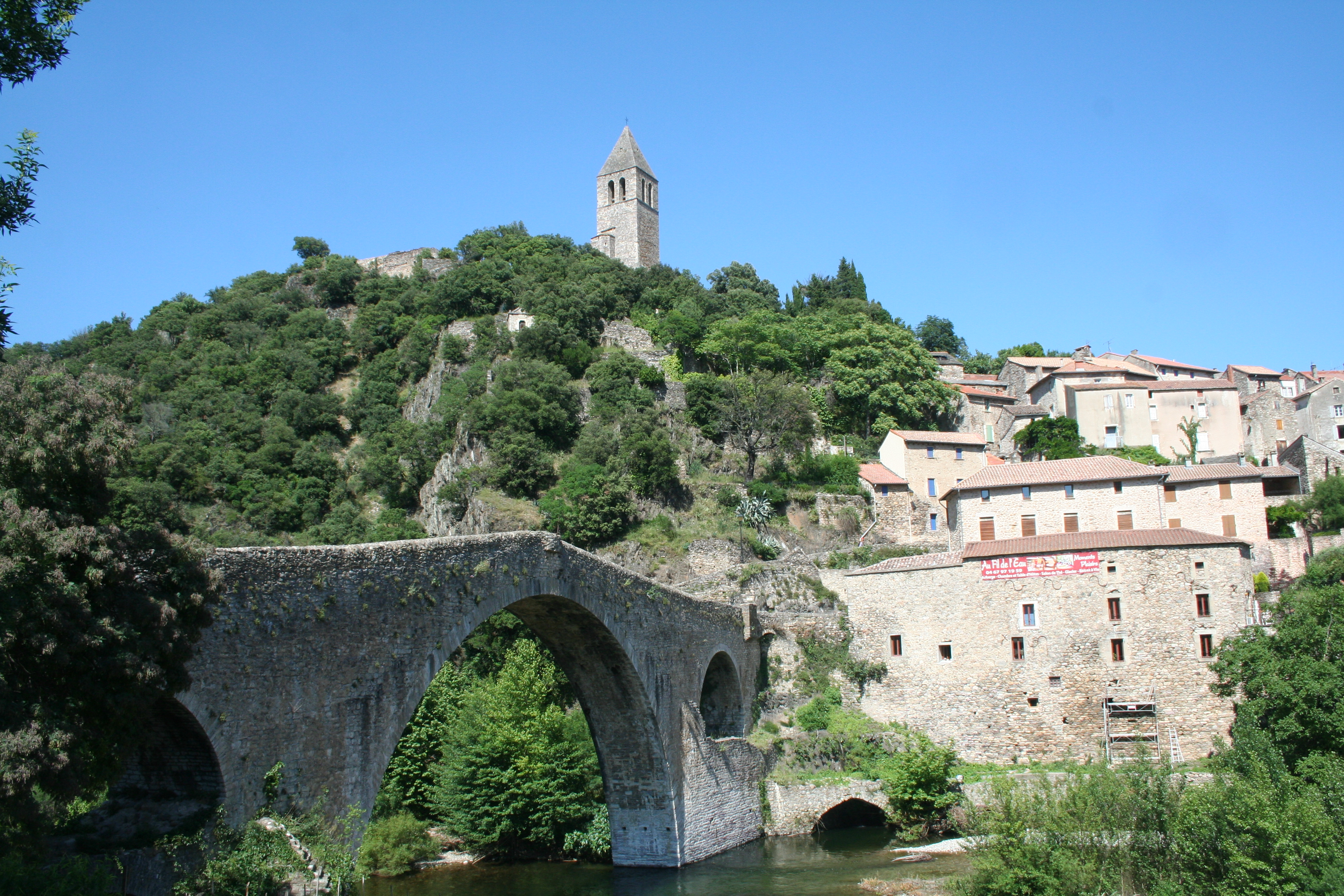
De brug

De Pont du Diable (Duivelsbrug) is een historische brug in de Franse gemeente Olargues (departement Hérault).
De brug is waarschijnlijk gebouwd tussen 1060 en 1100 en overspant de rivier de Jaur. Ze heeft een lengte van 32,60 m en bestaat uit één grote boog en twee landhoofden die halverwege zijn opengewerkt met rondbogen. Tot aan de zeventiende eeuw was deze brug de enige toegang tot Olargues. In 1916 is de brug uitgeroepen tot monument historique. Enkele jaren later is ze gerestaureerd.

De naam "duivelsbrug", die veelvuldig voorkomt binnen Europa, maar ook daarbuiten, gaat terug op de legende dat de bevolking de hulp van de duivel inschakelde bij de bouw van de brug. De duivel voltooide de brug in één nacht en vroeg als beloning de zielen van de eerste twee mensen die de brug overstaken. Twee herbergiers brachten ieder een zak mee, de één met een kat, de ander met een hond. De kat rende weg en de hond erachteraan en zo werden hun zielen door de duivel meegenomen. Woedend door dit bedrog sprong de duivel in het water en verdween.